# Ernst Mohr (Raketenkonstrukteur)
Ernst Mohr  war ein Professor für Maschinenbau an der Bergischen Universität Wuppertal. Er entwickelte 1958 im Auftrag der Deutschen Raketengesellschaft eine Höhenforschungsrakete, die am 14. September 1958 im Wattengebiet von Cuxhaven gestartet wurde.